# Молекулярная Солнечная тепловая энергия
Технология MOST (акроним от англ. Molecular Solar Thermal Energy Storage Systems, Молекулярные системы хранения солнечной тепловой энергии) — инновационная технология, способная преобразовывать солнечную энергию в жидкое состояние и хранить её в нём до 18 лет. В основе этого принципа лежит специально созданная молекула из углерода, водорода и азота, которая изменяет свою внутреннюю структуру, превращаясь в изомер, при контакте с солнечным светом. При необходимости катализатор высвобождает из молекулы энергию и возвращает ей первоначальный вид. Подобную процедура может повторяться.
В 2022 году группа учёных из Швеции и Сингапура модифицировали данную систему хранения солнечной термальной энергии: они создали термоэлектрический генератор в виде ультратонкого чипа, который может быть установлен практически в любое устройство и осуществлять зарядку. Инженеры утверждают, что это позволит избавиться от от примитивных источников питания, таких как розетки и power-банки. Данная технология уже была протестирована учёными. Они «зарядили» молекулу и отправили коллегам, таким образом удачно сгенерировав электроэнергию и доказав, что это вполне возможно.